# Konrad Osterwalder
Konrad Osterwalder (nacido el 3 de junio de 1942) es un matemático y físico suizo, exsubsecretario general de las Naciones Unidas, ex rector de la Universidad de las Naciones Unidas (UNU), y rector emérito del Instituto Federal Suizo de Tecnología de Zúrich (ETH Zúrich). Es conocido por el teorema de Osterwalder-Schrader.

## Universidad de las Naciones Unidas
Osterwalder fue designado para el cargo de Secretario General Adjunto de las Naciones Unidas y Rector de la Universidad de las Naciones Unidas por el Secretario General de las Naciones Unidas, Ban Ki-moon, en mayo de 2007 y ocupó el cargo hasta el 28 de febrero de 2013. Sucedió al Prof. Hans van Ginkel de los Países Bajos para ser el quinto Rector de la Universidad de las Naciones Unidas.
Se le atribuye el mérito de haber convertido a la Universidad de las Naciones Unidas en una institución líder en el mundo, clasificada en los puestos 5 y 6 en dos categorías según el Global Go to Think Tank Rankings de 2012. Fue el responsable de que la Asamblea General de las Naciones Unidas modificara los estatutos de la UNU en 2009, permitiendo a la Universidad de las Naciones Unidas conceder títulos, introduciendo los programas de grado de la UNU y creando un nuevo concepto en educación, investigación y desarrollo al introducir los programas de los institutos gemelos. Un concepto que está cambiando la forma de enfocar el desarrollo, la ayuda y la creación de capacidades tanto en los países desarrollados como en los países en desarrollo y menos desarrollados.

## Proceso de Bolonia
En marzo de 2000, tras la Declaración de Bolonia por parte de los 28 ministros de educación europeos, la Asociación Europea de Universidades y el Comité de Enlace de la Conferencia Nacional de Rectores convocaron la Convención de Educación Superior Europea en Salamanca (España), en adelante denominada "Proceso de Salamanca", con el objetivo de debatir la Declaración de Bolonia y dar una respuesta global y unívoca al Consejo de Ministros. El profesor Osterwalder, rector de la ETH, fue elegido por la conferencia como relator del Proceso de Salamanca y voz de las instituciones de educación superior. La reunión concluyó con una declaración y un informe que sentó las bases de la reforma de la Educación Superior dentro del proceso de Bolonia y de la UE. Además, los dos convocantes de la conferencia formaron la Asociación Europea de Universidades.

## Vida y carrera
Konrad Osterwalder nació en Frauenfeld, Thurgau, Suiza, en junio de 1942. Estudió en el Instituto Federal Suizo de Tecnología (Eidgenössische Technische Hochschule; ETH) en Zúrich, donde obtuvo un Diploma en física teórica en 1965 y un Doctorado en física teórica en 1970. Está casado con Verena Osterwalder-Bollag, terapeuta analítica. Tienen tres hijos.
Tras un año en el Instituto Courant de Ciencias Matemáticas de la Universidad de Nueva York, aceptó un puesto de investigación en la Universidad de Harvard con Arthur Jaffe en 1971. Permaneció en la facultad de Harvard durante siete años, y fue ascendido a profesor asistente de Física Matemática en 1973 y a profesor asociado de Física Matemática en 1976. En 1977 regresó a Suiza al ser nombrado profesor titular de Física Matemática en la ETH de Zúrich. Entre sus alumnos de doctorado se encuentran Felix Finster y Emil J. Straube.
Durante su estancia en la ETH de Zúrich, Osterwalder fue Director del Departamento de Matemáticas (1986-1990) y Jefe del Comité de Planificación (1990-1995), y fue fundador del Centro Stefano Franscini de Ascona. Fue nombrado Rector de la ETH en 1995 y ocupó ese cargo durante 12 años. Desde noviembre de 2006 hasta agosto de 2007, fue también Presidente pro tempore de la ETH.
El 1 de septiembre de 2007, Osterwalder se unió a la Universidad de las Naciones Unidas como su quinto rector. En ese cargo, ostentaba el rango de Secretario General Adjunto de las Naciones Unidas.
La investigación de Osterwalder se centró en la estructura matemática de la teoría cuántica de campos relativista, así como en la física de partículas elementales y la mecánica estadística. A lo largo de su dilatada y distinguida carrera, ha sido profesor invitado en varias universidades destacadas de todo el mundo, como el Institut des Hautes Études Scientifiques (IHES; Bures-sur-Yvette, Francia); la Universidad de Harvard; la Universidad de Texas (Austin); el Instituto Max Planck de Física y Astrofísica (Múnich), la Università La Sapienza (Roma); la Università di Napoli; la Universidad de Waseda; y el Instituto Weizmann de Ciencias (Rehovot, Israel).
Desde 2014 - miembro del Consejo Científico Internacional de la Universidad Politécnica de Tomsk.

## Logros profesionales
La carrera de Osterwalder abarca el servicio en muchas juntas consultivas, comités y asociaciones, como
- Editor de Comunicaciones en Física Matemática;
- Tesorero y presidente de la Asociación Internacional de Física Matemática;
- Miembro del Comité Visitante del Departamento de Física de Harvard;
- Presidente del Comité Nacional IHÉS de la Academia Suiza de Ciencias Naturales;
- Miembro del Consejo Asesor del Instituto Euler de San Petersburgo;
- Vicepresidente de la Conferencia de Rectores de Universidades Suizas;
- Presidente de la Conferencia de Escuelas Europeas de Educación e Investigación Avanzada en Ingeniería (CESAER);
- Miembro del Panel Asesor Académico Internacional del Gobierno de Singapur;
- Presidente de UNITEC International (una colaboración entre varias universidades técnicas europeas y más de 20 corporaciones multinacionales líderes);
- Presidente del Grupo de Proyectos de Bolonia (Conferencia de Rectores de Suiza);
- Presidente del Jurado de la Fundación Brandenberger;
- Miembro del Nucleo di Valutazione (consejo de supervisión) del Politecnico di Milano;
- Miembro del Conseil d'administration de la École Polytechnique de France (París);
- Miembro del "Comité de l´Enseignement" de la Ecole Nationale Supérieure des Mines de Paris;
- Miembro del Consejo Universitario de la Università della Svizzera Italiana;
- Presidente del Consejo Universitario de la Universidad Técnica de Darmstadt;
- Jefe de Evaluationsverbund Darmstadt-Kaiserslautern-Karlsruhe;
- Miembro del Consejo Estratégico de a Universidad Libre de Berlín;
- Miembro del Comitato Scientifico de la Alta Scuola Politecnica (Politecnici di Milano e di Torino);
- Miembro de Beirat Robert Bosch Stiftung;
- Miembro del Consejo Académico del Consejo Internacional de Ingeniería de Sistemas (INCOSE)
- Miembro, del Consiglio Fondazione del Instituto Italiano de Tecnología
- Miembro del comité de selección internacional para el Millennium Technology Prize, el premio de tecnología más grande del mundo (1,5 millones de dólares estadounidenses), otorgado por la Academia de Tecnología de Finlandia
- Miembro del Comité Ejecutivo del Club de Roma

## Premios y reconocimientos
Osterwalder ha recibido muchos reconocimientos y premios, entre ellos:
- Tener uno de los artículos de física matemática más citados de todos los tiempos
- Miembro de la Fundación Alfred P. Sloan (1974–1978);
- Miembro de la Academia Suiza de Ciencias Técnicas;
- Título honorario de la Universidad Técnica de Helsinki
- Miembro Honorario de la Universidad Técnica de Riga.
- Premio Internacional Matteo Ricci 2009
- 2010 Medalla Leonardo da Vinci (SEFI, Sociedad Europea para la Educación en Ingeniería)
- Desde 1987 hasta 1995 galardonado por los alumnos de la ETH con el premio al mejor profesor del curso
- Miembro de la Sociedad Matemática Estadounidense, 2012.[6]

## Publicaciones
- Cluster Properties of the S-Matrix, diploma thesis, unpublished
- Boson Fields with the λ ϕ3 Interaction in Two, Three and Four Dimensions,Ph. D. thesis, published by Physikalisches Intitut ETH, Zürich (1970)
- On the Hamiltonian of the Cubic Boson Self-Interaction in Four Dimensional Space Time, Fortschritte der Physik  19, 43-113 (1971)
- On the Spectrum of the Cubic Boson Self-Interaction, ETH Preprint (1971)
- On the Uniqueness of the Hamiltonian and of the Representation of the CCR for the Quartic Boson Interaction in Three Dimensions, Helv. Phys. Acta . 44, 884-909 (1971), with J.-P. Eckmann
- Duality for Free Bose Fields, Comm. Math. Phys. 29, 1-14 (1973)
- On the Uniqueness of the Energy Density in the Infinite Volume Limit for Quantum Field Models, Helv. Phys. Acta. 45, 746-754 (1972), with R. Schrader
- An Application of Tomita’s Theory of Modular Hilbert Algebras: Duality for Free Bose Fields, Jour. Funct. Anal. 13, 1-12 (1973), with J.-P. Eckmann
- Feynman-Kac Formula for Euclidean Fermi and Bose Fields, Phys. Rev. Lett. 29, 1423-1425 (1971), with R. Schrader
- Axioms for Euclidean Green’s Functions, Comm. Math. Phys. 31, 83-113, (1973),with R. Schrader
- Euclidean Fermi Fields and Feynman-Kac Formula for  Boson-Fermion Models, Helv. Phys. Acta.  46, 277-302 (1973), with R. Schrader
- Euclidean Green’s Functions and Wightman Distributions, in Constructive Quantum Field Theory, G. Velo and A. Wightman (eds.), 1973 Erice Lectures,  Vol. 25, Springer-Verlag, Berlin -  Heidelberg - New York (1973); Russian translation, MIR 1977
- Euclidean Fermi Fields, in Constructive Quantum Field Theory, G. Velo and A. Wightman (eds.), 1973 Erice Lectures, Lecture Notes in Physics, Vol 25, Springer Verlag, Berlin-Heidelberg-New York, (1973); Russian translation, MIR 1977
- Axioms for Euclidean Green’s Functions, II, Comm. Math. Phys. 42, 281 (1975), with R. Schrader; Russian translation in: Euclidean Quantum Field Theory, MIR 1978
- Is there a Euclidean Field Theory for Fermions, Helv. Phys. Acta. 47, 781 (1974), with J. Fröhlich
- The Wightman Axioms and the Mass Gap for Weakky Coupled (φ4)3 Quantum Field Theories, Ann. of Phys. 97, 80-135 (1976), with J. Feldman
- The Wightman Axioms and the  Mass Gap for Weakly Coupled  (φ4)3 Quantum Field Theories,  Proc. of the International Symposium on Mathematical Problems in Theoretical Physics, Kyoto Japan, January 23–29, 1975. Lecture Notes in Physics, Springer-Verlag, with Joel Feldman
- Recent Results in Constructive Quantum Field Theory (in Japanese), Kagaku, June 1975
- The Construction of  λ (φ4)3  Quantum Field Models, in Colloques Internationaux C.N.R.S. No. 248, les méthodes mathématiques de la théorie quantique des champs (1975), with J. Feldman
- A Nontrivial Scattering Matrix for Weakly Coupled  P(ϕ)2 Models, Helv. Phys. Acta. 49, 525 (1976), with R. Sénéor
- Time Ordered Operator Products and the Scattering Matrix in P(φ)2  Models, in Quantum Dynamics: Models and Mathematics, ed. L. Streit, Springer Verlag Wien, New York 1976
- Gauge Theories on the Lattice, in  New Developments in Quantum Theory and  Statistical Mechanics, p. 173-200, ed. M. Lévy and P. Mitter (Cargèse 1976), Plenum Press New York, London 1977
- Gauge Field Theories on the Lattice, Ann. Phys. 110, 440-471 (1978), with E. Seiler; reprinted in: Lattice Gauge Theories, ed. Y. Iwasaki and T. Yonega, Series of selected papers in physics, Physical Society of Japan
- Lattice Gauge Theories, in Mathematical Problems in Theoretical Physics, ed. G. Dell’Antonio et al., Springer Lecture Notes in Physics, vol. 80, Springer Verlag 1978
- Auf dem Weg zu einer relativistischen Quantenfeldtheorie, in Einstein Symposion Berlin,	Springer Lecture Notes in Physics, vol. 100, Springer Verlag 1979
- Operators, in Encyclopedia of Physics, eds. R.G. Lerner, G.L. Trigg, Addison Wesley (1981)
- Constructive Quantum Field Theories: Scalar Fields, in Gauge Theories, Fundamental Interactions and Rigorous Results, eds. P. Dita, V. Georgescu, R. Purice, Birkhäuser (1982)
- Virtual Representation of Symmetric Spaces and their Analytic Continuation, Ann. of Math., 118, 461 (1983) with J. Fröhlich and E. Seiler
- Constructive Quantum Field Theory: Goals, Methods, Results, Helv. Phys. Acta 59, 220 (1986)
- On the convergence of  inverse functions of operators, J.Func. Anal. 81, 320 - 324, (1988), with  A. Jaffe and A. Lesniewski
- Quantum K-Theory: The Chern Character, Commun. Math. Phys. 118, 1- 14 (1988), with A. Jaffe and A. Lesniewski
- On super-KMS functionals and entire cyclic cohomology, K-Theory 2, 675 - 682, (1989), with  A. Jaffe and A. Lesniewski
- Ward Identities for non-commutative geometry, Commun. Math. Phys. 132, 118 - 130, (1990), with A. Jaffe
- Operators, in Encyclopedia of Physics, eds. R.G. Lerner, G.L. Trigg, second edition, VCH Publishers, New York, Cambridge(UK), 1991
- Stability for a class of bilocal Hamiltonians, Commun. Math. Phys. 155, 183 -197, (1993), with A. Jaffe and A. Lesniewski
- Supersymmetry and the stability of non-local interactions, in Differential Geometric Methods in Theoretical Physics, H.M.Ho, editor, World Scientific (1993)
- Constructing Supersymmetric Quantum Field Theories, in Advances in Dynamical Systems and Quantum Physics, R. Figari, editor, World Scientific (1994)
- Superspace Formulation of the Chern Character of a Theta Summable Fredholm Module, Commun. Math. Phys. 168, 643 (1995),  with A. Lesniewski
- Supersymmetric Quantum Field Theory, in Constructive Results in Field Theory, Statistical Mechanics and Solid State Physics, V. Rivasseau, editor, Springer Verlag 1995
- Unitary Representations of Super Groups, to appear, with A. Lesniewski
- Axioms for Supersymmetric Quantum Field Theories, to appear, with A. Lesniewski
- Mathematical Problems in Theoretical Physics, Springer Lecture Notes in Physics, Vol.116, Springer-Verlag 1980
- Critical Phenomena, Random Systems, Gauge Theories, Parts I/II, Les Houches 1984, Session XLIII, North Holland 1986 (with R. Stora)
- Akademikerproduktionsanlage GmbH? Gedanken zur Positionierung der Hochschulen, NZZ, Bildung und Erziehung, 25.Nov.1993
- Lehre für die Zukunft, Bulletin der ETHZ, 261, 4 - 7, 1996
- The Renaissance Engineer  in face of Unexpected Vulnerabilities, 30th SEFI Annual conference, Firenze 2002
- Worldwide Trends and their Impacts, The 3rd Technology Trends Seminar Sept. 2008
- Was erwartet die Wirtschaft von der Hochschulwelt, ZEIT Konferenz Hochschule und Bildung, Juli 1009
- L’Università delle Nazioni Unite per il dialogo tra le culture, Milano, Università cattolica, Cerimonia per il premio Matteo Ricci